# Trichorhina brasilensis
Trichorhina brasilensis là một loài chân đều trong họ Platyarthridae. Loài này được Andersson miêu tả khoa học năm 1960.